# Linfogranuloma venereo
Il Linfogranuloma venereo è una malattia a trasmissione sessuale causata da alcuni immunotipi di Chlamydia trachomatis.

## Storia
La patologia è stata individuata per la prima volta da Wallace nel 1833, e successivamente studiata da Durand, Nicolas e Favre nel 1913.

## Epidemiologia
Nei paesi industrializzati, i casi registrati sono pochi e si riscontrano principalmente su immigrati o persone che hanno effettuato viaggi in particolari zone geografiche come i Caraibi, Sud America, India e alcune zone dell'Africa, in cui è, al contrario, una patologia molto diffusa.

## Sintomatologia
All'inizio la sintomatologia può non essere chiara. Le lesioni si manifestano nella zona di entrata del germe, pertanto possono verificarsi a livello dei genitali, o della mucosa anale o orale sotto forma di ulcerazioni che guariscono spontaneamente dopo pochi giorni. L'infezione si espande attraverso le vie linfatiche, provocando rispettivamente una linfoadenopatia dolente a livello inguinale, o una proctocolite o una faringite con linfoadenite ai lati del collo.
La presenza di ulcere genitali o proctite o l'aver avuto rapporti sessuali con persone provenienti dalle zone endemiche deve far sospettare la possibilità di una infezione da C. trachomatis, ma la lesione primaria spesso passa inosservata soprattutto nel sesso femminile in cui si verifica all'interno della vagina e non dà segni di sé in quanto indolente.
La linfoadenite progredisce fino a formare ascessi e andare incontro a colliquazione e necrosi, per dare luogo, dopo la guarigione, a fenomeni di fibrosi, fistolizzazione, ostruzione linfatica e conseguente edema cronico delle regioni interessate. Se la zona interessata è l'ano si possono riscontrare proctite ulcerativa, emorragie e, più raramente, stenosi.

## Diagnosi
Una corretta diagnosi sierologica avviene tramite immunofluorescenza, o mediante strisci effettuati a partire dalle lesioni ed esaminati al microscopio dopo colorazione di Giemsa. Altri esami prevedono l'utilizzo di una polymerase chain reaction (PCR).

## Eziologia
L'agente eziologico è denominato Chlamydia trachomatis e più precisamente uno dei suoi tre tipi immunotipi (L1, L2 e L3).
Tali sierotipi non sono gli stessi che provocano altre malattie collegabili alla C. trachomatis tra cui il tracoma, la cervicite e l'uretrite.

## Terapia
Il trattamento prevede la somministrazione di farmaci come la tetracicline, doxiciclina  (100 mg 2 volte al giorno per 3 settimane) o in alternativa una dose combinata di due principi attivi: trimetoprim e sulfametoxazolo nella misura complessiva di 800 mg (2 volte al giorno per 3 settimane).

## Prognosi
La prognosi è favorevole, è possibile la regressione spontanea. La guarigione completa si ottiene con la somministrazione dell'antibiotico appropriato che elimina il microrganismo.
La prognosi risulta più favorevole se il trattamento è precoce.